# Inkarri

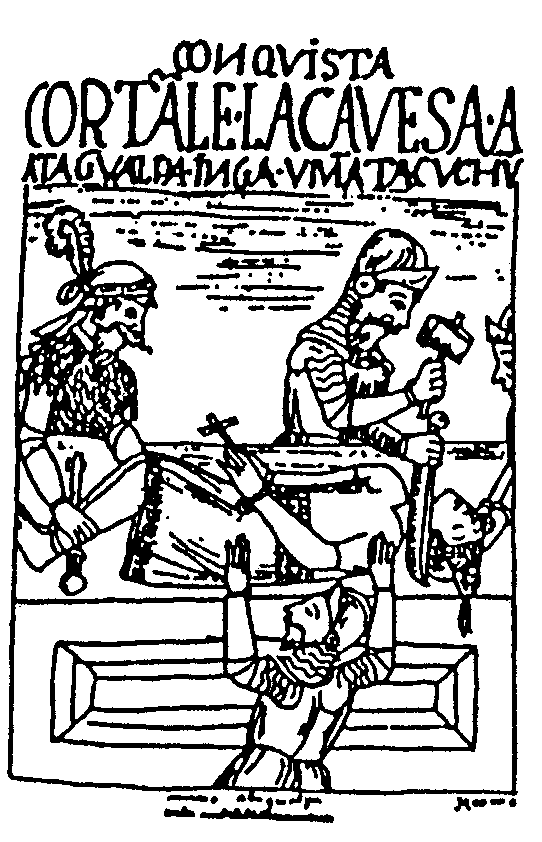
La décapitation d'Atahualpa prémisse du mythe d'Inkarri ?

Le mythe d'Inkarri (ou Inkari) est l'une des légendes les plus célèbres des Incas. Ce mythe raconte, avec une symbolique complexe, la vision andine de la conquête espagnole de Tahuantinsuyo, suscitant l'espoir de sa reconstitution après sa destruction politique et institutionnelle au XVIe siècle. 

## Histoire
Ignorée par le secteur occidentalisé du Pérou, l'histoire mythique d'Inkarri a été recueillie à partir de la tradition orale andine en 1955, dans la communauté indigène de Q'ero (Province de Paucartambo, département de Cuzco) par une expédition anthropologique dirigée par Óscar Nuñez del Prado et composé, entre autres, de Josafath Roel Pineda et Efraín Morote Best. 
En 1956, le romancier et anthropologue José María Arguedas, Alejandro Ortiz Rescaniere et Josafath Roel Pineda  recueillent à Puquio dans le département d'Ayacucho, province de Lucanas, trois nouvelles versions répandues dans les départements d'Ayacucho, Áncash, Junín et Cuzco.
En 1972, jusqu'à 15 versions du même mythe avaient été découvertes avec divers degrés de variation entre elles. Une partie plausible du récit populaire est que le mythe s'étant répandu oralement dans toute la zone andine péruvienne, jusque chez les Asháninkas de la jungle amazonienne, il est normal qu'il existe plusieurs variantes.  
L'historien Franklin Pease a estimé que le mythe s'était répandu dans les Andes péruviennes depuis le XVIIIe siècle.    

## La légende
La version la plus répandue est basée sur la description du célèbre écrivain péruvien Mario Vargas Llosa dans "La utopía arcaíca" et sur la version de José María Arguedas lui-même.
Inkarri est le dieu du monde andin, ou l'une de ses manifestations tardives. En tant que tel, les qualités de divinité suprême lui sont attribuées. Il est le créateur de tout ce qui existe et fondateur de Cuzco. Le nom est une contraction de l'expression espagnole Inka Rey (roi des Incas).
Lorsque les Espagnols arrivèrent au Pérou, Inkarri fut capturé par tromperie par Españarri (contraction de España Rey), c'est-à-dire littéralement le roi d'Espagne, mais aussi symboliquement et plus généralement avec lui, par la civilisation chrétienne occidentale.
Españarri a martyrisé et tué Inkarri et a dispersé ses membres dans les quatre suyus (régions) qui composaient le Tahuantinsuyu (l'empire inca). Sa tête a été enterrée à Cuzco (d'autres versions évoquent le sous-sol du Palais du Gouvernement du Pérou à Lima), tandis que ses bras seraient sous le Huacaypata (aujourd'hui Plaza de Armas del Cuzco (es)) et ses jambes à Ayacucho.
Cependant, cette tête est vivante et régénère secrètement le corps d'Inkarri, et lorsqu'il sera reconstitué, Inkarri reviendra, vaincra les Espagnols et restaurera l'empire et l'ordre du monde brisé par l'invasion espagnole et rétablira l'harmonie de la relation entre la Pachamama et ses enfants.
D'autres versions du mythe, aux connotations chrétiennes évidentes, racontent que lorsque Inkarri reviendra, ce sera la fin du monde et le jugement dernier.
Dans certaines variantes, c'est Atahualpa lui-même qui aurait juré qu'il reviendrait un jour pour venger sa mort, lorsque à Cajamarca le 26 juillet 1533 les conquistadors espagnols s'apprêtent à assassiner le dernier dirigeant du peuple inca.

## Un mythe toujours vivant
Le mythe d'Inkarri contient un symbolisme complexe. De plus, les allusions à des personnages historiques et mythiques sont nombreuses. Parmi les plus importants on évoque :    
- L'arrestation d'Atahualpa par Francisco Pizarro à Cajamarca.
- En relation avec la légende d'Inkarri, les indigènes pensaient que Túpac Amaru, décapité par le gouvernement du vice-roi Francisco de Toledo (1515-1582), serait Inkarri. Cette version s'est répandue dans la jungle centrale, où les aborigènes Campas et Aguarunas, par la prédication des prêtres augustins, l'ont associée au nom de Kesha Inca (le messie inca), croyant que Juan Santos Atahualpa, chef de la rébellion Amazonienne du en 1742, était le personnage du mythe d'Inkarri.
- Le démembrement d'Inkarri fait également allusion à celui de Túpac Amaru II le chef de la « Grande Rébellion ».
- En tant que produit de l'acculturation chrétienne, le retour d'Inkarri peut avoir des connotations messianiques.
- La mythique cité perdue de Païtiti aurait été fondée par Inkarri[2].

De nos jours, divers médias se sont saisis du mythe :
- « Inkarri » est l'histoire de fond et le titre d'un roman de Ryan Miller.
- La légende d'Inkarri est abordée en tant que personnage dans le roman « Excavation » de James Rollins.

Des incarnations d'Inkarri ?
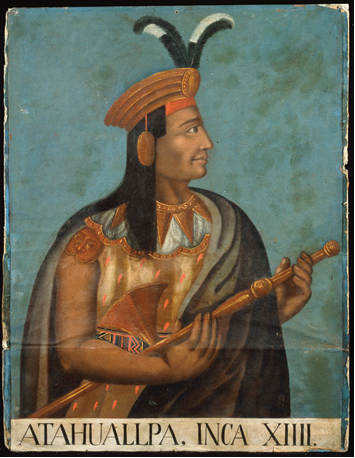
Atahualpa (1500-1533).
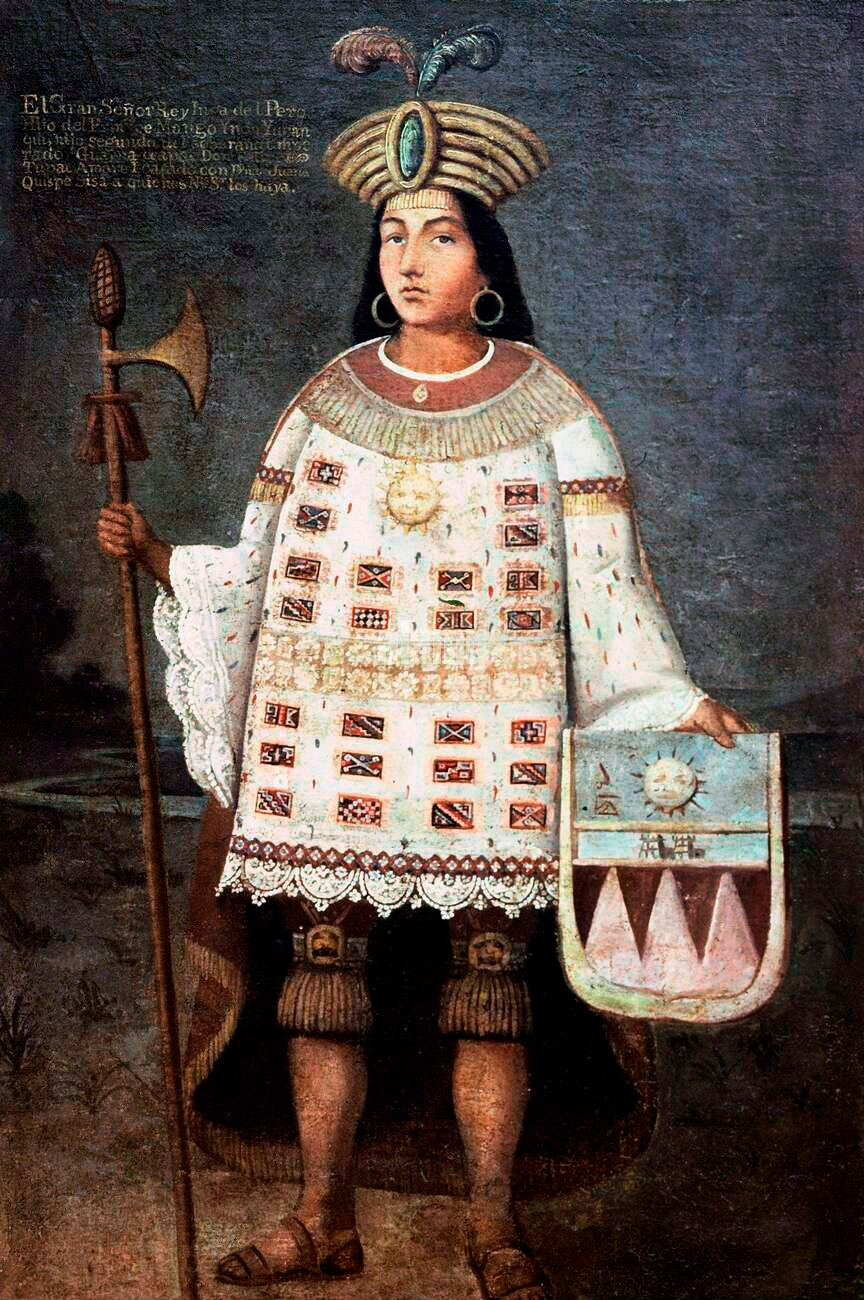
Túpac Amaru (1545-1572)
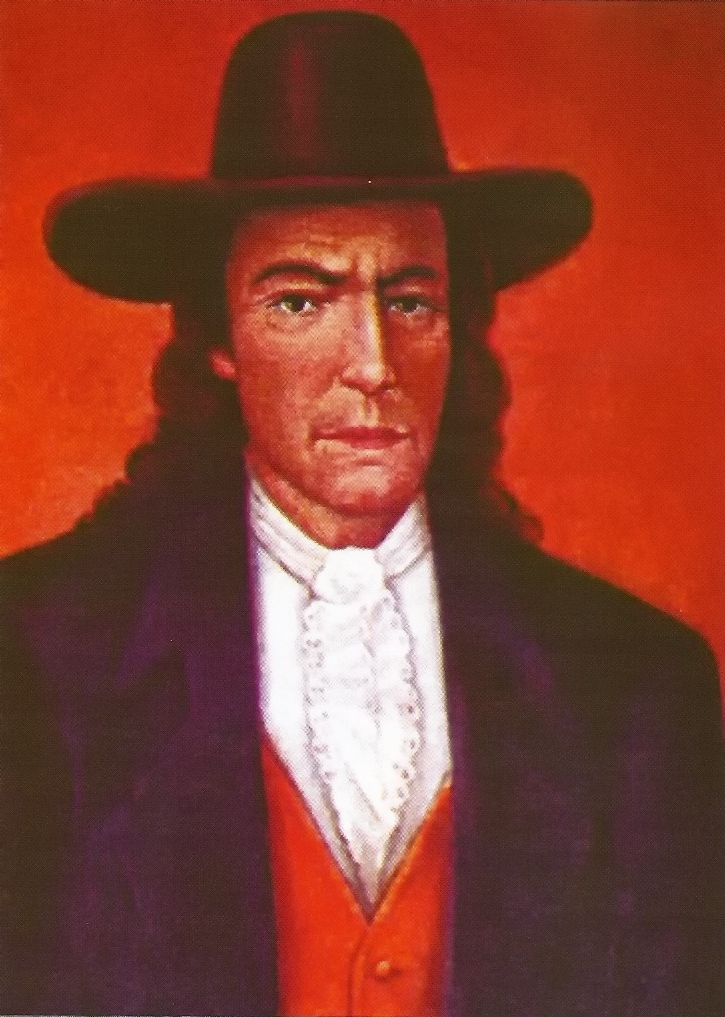
Túpac Amaru II (1738-1781)